# Somatia australis
Somatia australis är en tvåvingeart som beskrevs av Steyskal 1958. Somatia australis ingår i släktet Somatia och familjen Somatiidae. Inga underarter finns listade i Catalogue of Life.